# ولشنج
ولشنج (به لاتین: Veleshnje) یک منطقهٔ مسکونی در آلبانی است که در استان اسکراپار واقع شده‌است.